# TNNI1
TNNI1 (англ. Troponin I1, slow skeletal type) – білок, який кодується однойменним геном, розташованим у людей на короткому плечі 1-ї хромосоми.  Довжина поліпептидного ланцюга білка становить 187 амінокислот, а молекулярна маса — 21 692.
| 10         |  | 20         |  | 30         |  | 40         |  | 50         |
| ---------- |  | ---------- |  | ---------- |  | ---------- |  | ---------- |
| MPEVERKPKI |  | TASRKLLLKS |  | LMLAKAKECW |  | EQEHEEREAE |  | KVRYLAERIP |
| TLQTRGLSLS |  | ALQDLCRELH |  | AKVEVVDEER |  | YDIEAKCLHN |  | TREIKDLKLK |
| VMDLRGKFKR |  | PPLRRVRVSA |  | DAMLRALLGS |  | KHKVSMDLRA |  | NLKSVKKEDT |
| EKERPVEVGD |  | WRKNVEAMSG |  | MEGRKKMFDA |  | AKSPTSQ    |  |            |

A: Аланін

C: Цистеїн

D: Аспарагінова кислота

E: Глутамінова кислота

F: Фенілаланін

G: Гліцин

H: Гістидин

I: Ізолейцин

K: Лізин

L: Лейцин

M: Метіонін

N: Аспарагін

P: Пролін

Q: Глутамін

R: Аргінін

S: Серин

T: Треонін

V: Валін

W: Триптофан

Кодований геном білок за функціями належить до м'язових білків, фосфопротеїнів. 
Задіяний у таких біологічних процесах як поліморфізм, ацетиляція. 
Білок має сайт для зв'язування з молекулою актину, іонами металів, іоном кальцію. 